# Лескар
Лескар (фр. Lescar) — коммуна на юго-западе Франции в департаменте Атлантические Пиренеи административного региона Новая Аквитания.
Сейчас — город-спутник префектуры департамента, города По, а в прошлом — важный религиозный центр исторической области Беарн.

## География
Лескар расположен в семи километрах к западу от По, на правом берегу реки Гав-де-По.

## Происхождение названия
Обычно Лескар /leska/ отождествляется с древним поселением Beneharnum (Бенехарнум), местом обитания племени Bénéharnais, принадлежавшего к народности аквитанов, и по имени которых был назван Беарн. Несмотря на весомое обоснование, эта версия всё ещё остается обсуждаемой гипотезой. Однако название, изначально данное латинскими географами античности, впоследствии использовалось церковными администраторами.
Таким образом, топоним Lescar встречается в следующих формах:
- Beneharnum и Benearnum (обе формы в итинерарии Антонина[1]),
- Benarnus, civitas Benarnensium (название провинции[1]),
- Benarna и Benarnum (обе формы в VI веке[1] у Григория Турского),
- Ecclesiola Beati Joannis-Baptistœ, Lascurris (980 год[1] в картулярии епископа Лескара),
- Alescar (1170 год[1], Барселонские акты, опубликованные в Histoire de Béarn Пьера де Марса (фр. Pierre de Marca)),
- Lascar (1394 год[1], коммунальные акты из департаментских архивов).

## История

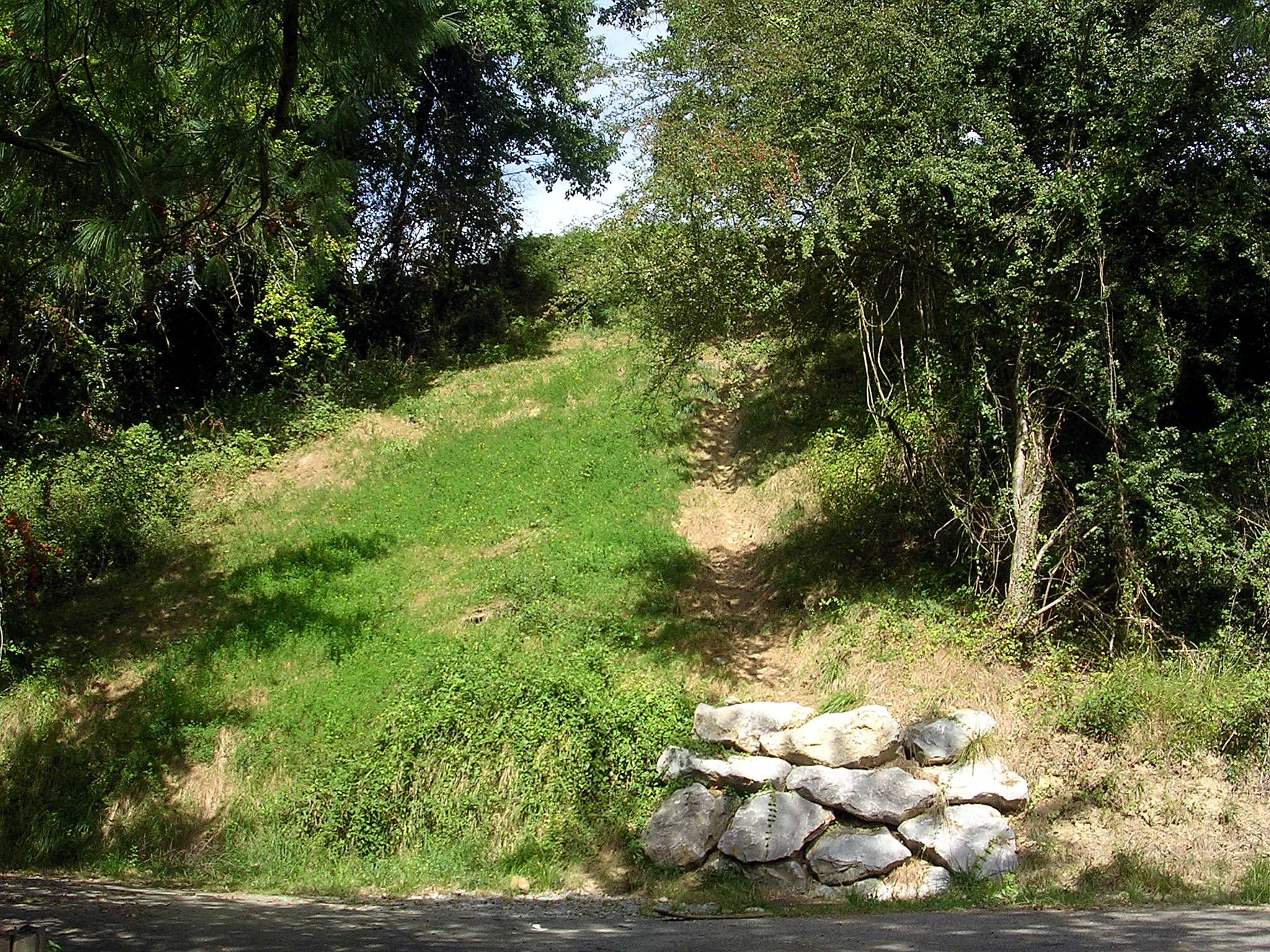
Следы оппидума Бенехарнум в Лескаре

У подножия холма, где сейчас расположен Лескар, прежде находился оппидум, называвшийся Beneharnum (Бенехарнум). Это укрепление вместе с прилегающими лагерными стоянками существовало в период римского занятия Аквитании с 56 года до н. э. до 419 года. С III века здесь было поселение римлян. Около 841 года Бенехарнум разрушили викинги, после чего статус беарнской столицы перешёл к Морлаасу. Начиная с XII века на холме стало развиваться новое поселение Лескар. Местный епископ возглавлял штаты Беарна, а короли Наварры из дома Альбре выбрали местный собор в качестве семейной усыпальницы.
Французский историк и архивист Поль Раймон отмечает, что епископство Лескар пришло на смену епископству Бенехарнум в 980 году. Диоцез Лескар имел в своём составе пять архидьяконств (archidiaconatus).
Епископство существовало начиная с V века; изначальный кафедральный собор Сен-Жюльен находился в нижнем городе. Этот собор разрушили норманны в 841 году, затем его восстановили в XIII веке, но в 1569 году снова разрушили, на этот раз отряды протестантов под командованием Монтгомери. Третье и последнее восстановление собора прошло в XVII веке; от старой романской церкви предположительно сохранилась только колокольня-фронтон. Таким образом, церковь Сен-Жюльен была кафедральным собором только в течение второй половины первого тысячелетия.
В X веке в верхнем городе был баптистерий Иоанна Крестителя. По легенде, кающийся воин «Loup-Fort» построил монастырь и часовню во славу «святой Марии». В 1062 году часовня была освящена как кафедральный собор. В революционную эпоху, в 1791 году, епископство упразднили, передав приходы в епархию Байонны, как и приходы Олорона, образовав в 1909 году диоцез Байонны, Лескара и Олорона.
По легенде, в Средние века Лескар ещё называли «семёрочным» городом, поскольку в нём было 7 церквей, 7 врат, 7 фонтанов, 7 башен, 7 мельниц, 7 виноградников и 7 рощиц.
В 1385 году Лескар находился в подчинении у бальи По и насчитывал 187 дворов, с которых взимали налог. В 1643 году город имел четыре квартала Ciutat, Parvis, Debat l’Arriu и Vialer.
В настоящее время Лескар со своими узкими переулками стал городом-спутником По.

## Экономика
В Лескаре находится штаб-квартира Euralis, продовольственного кооперативного объединения юго-запада Франции. Штат сотрудников компании составляет 5000 человек. Эта компания является мировым лидером по экспорту фуа-гра, владея торговыми марками Montfort, Rougié и Jean Stalaven. Напротив главного офиса в Лескаре открыта «Школа фуа-гра Euralis» и магазин при заводе Rougié.
В Лескаре имеется довольно крупная зона торговых центров (Lescar Soleil) с бесплатной парковкой на 7000 машиномест.
Территория коммуны включена в область разрешённого производства сыров Оссо-Ирати.

## Транспорт
Рядом с Лескаром расположена развязка, где сходятся автомагистрали A65 и A64. Через коммуну проходят департаментские дороги 117 и 417.
Коммуна Лескар, как и По, обслуживается автобусной сетью Idelis.

## Культура и историческое наследие

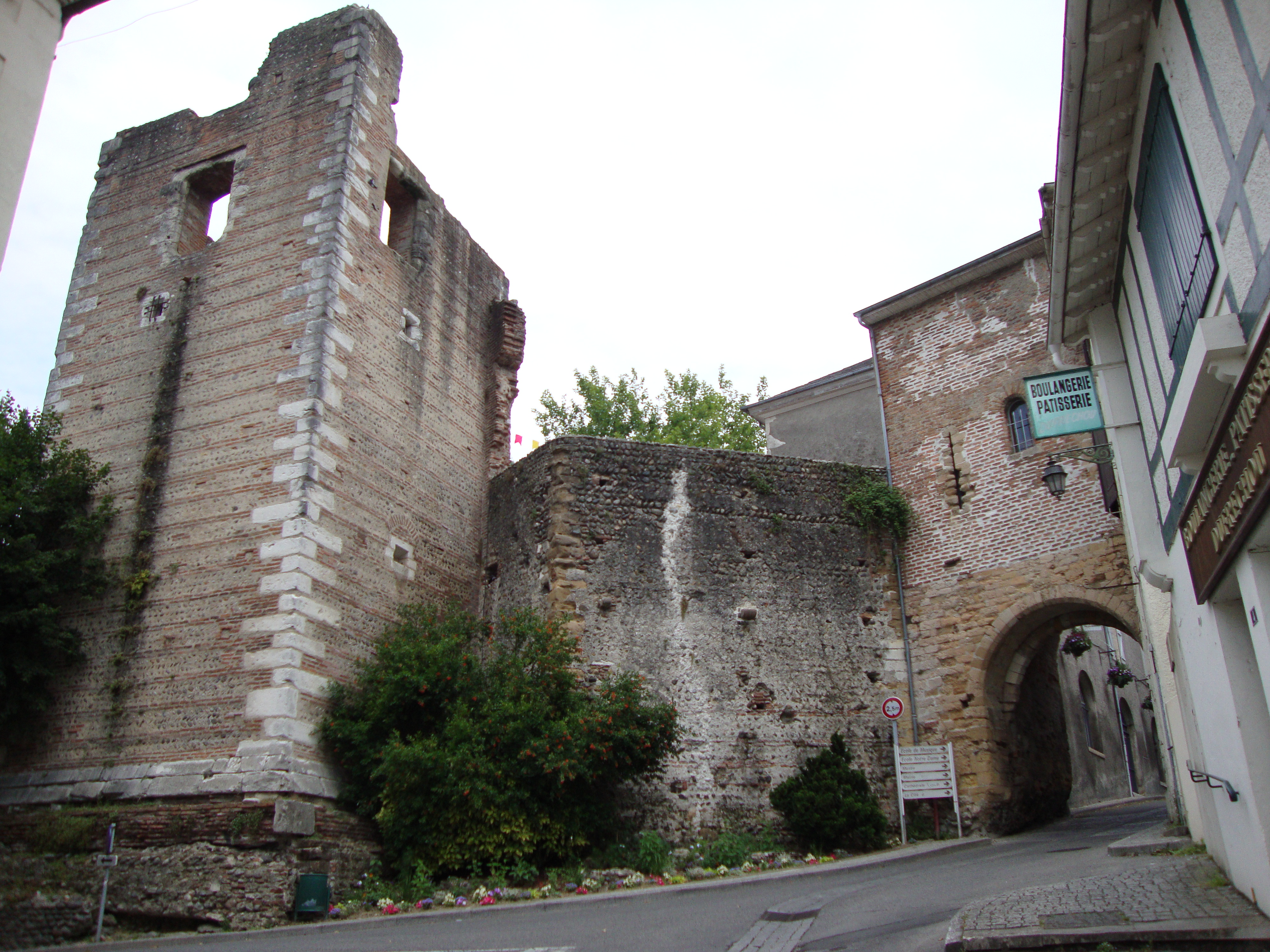
Башня епископства и городские врата

Ежегодно в мае в Лескаре устраивается театральный фестиваль. Затем в конце июня устраивается традиционный беарнский праздник huec de la Sent Jan («Огни святого Жана») и в это же время устраиваются спортивные соревнования. День города проводится в конце августа, после которого в сентябре проходит les Mystères de la Cité, трёхдневное традиционное гуляние с представлениями и праздничной подсветкой зданий исторического центра, организацией средневекового рынка и фестиваля пластических искусств L’Art en balade. В октябре в Лескаре проходит музыкальный фестиваль Octobre(s) à Lescar, предлагающий разнообразную музыкальную программу, в том числе классическая музыка, джаз, французский шансон и рок/поп.

### Памятники гражданской архитектуры
Остатки одной из башен епископства свидетельствуют об историческом прошлом Лескара. Эти башни были частью епископского дворца, разрушенного в годы Французской революции. В ходе археологических раскопок, устроенных в городском квартале Bialé, исследователи обнаружили следы античного поселения Бенехарнум. На месте античной лагерной стоянки обнаружили бронзовую статуэтку быка, датированную галло-римской эпохой.
В историческом центре можно увидеть монументальные врата, названные porte de l’Esquirette; внесены в дополнительный список исторических памятников. Это были одни из врат, открывавших доступ в старый город; врата имели колокольню, которая позволяла привлечь внимание жителей старого Лескара.
К югу от города видны следы средневековых городских укреплений. Первая городская стена была построена галло-римлянами около V века, потом в эпоху средневековья её укрепили для защиты города.

### Памятники релизиозной архитектуры

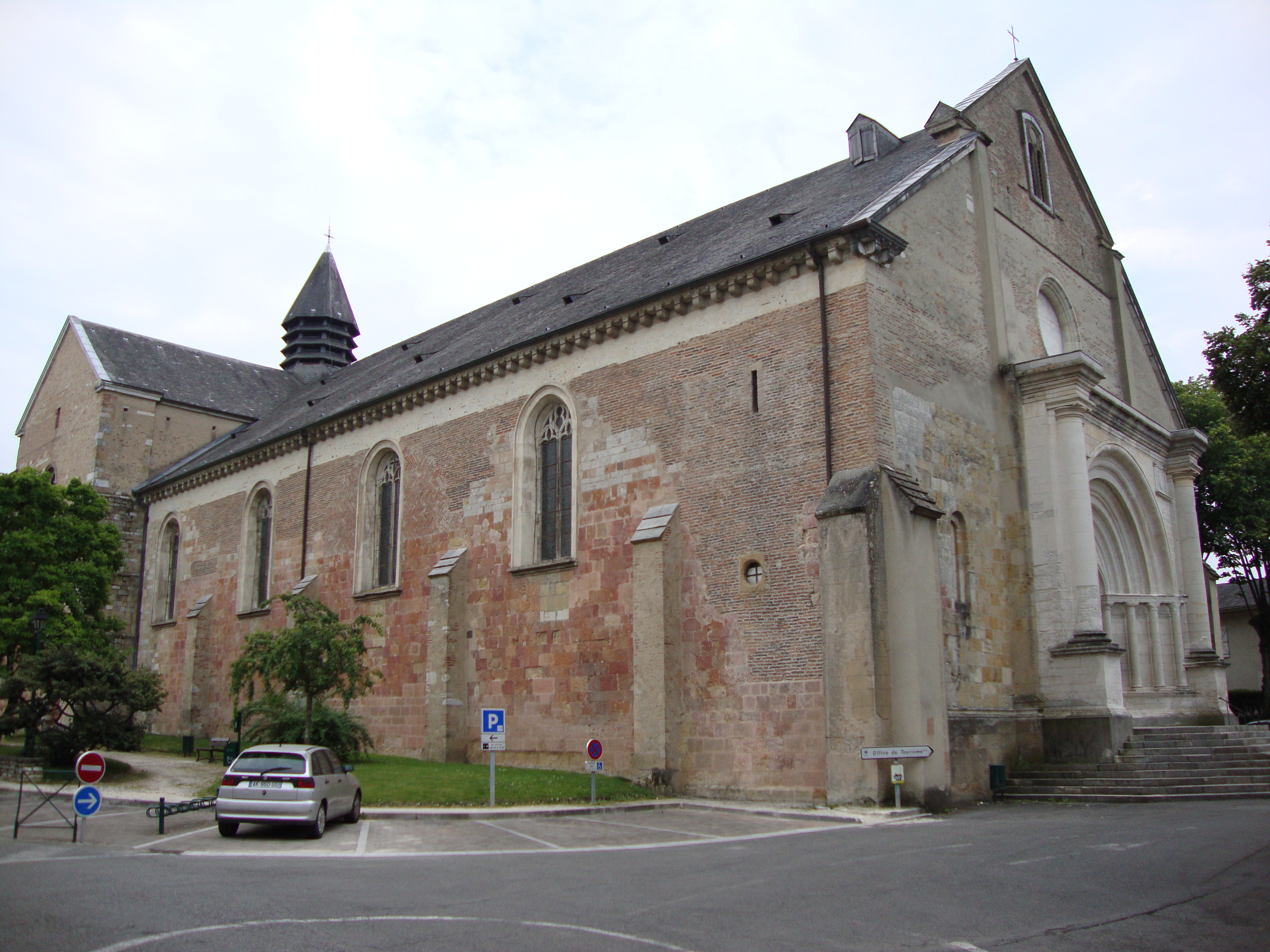
Собор Нотр-Дам в Лескаре

Кафедральный собор Нотр-Дам датируется частично XII и XIII веками. Здание начали строить с хоров в 1120 году по инициативе епископа Ги де Лона (фр. Guy de Lons), но в XVI веке собор разрушили протестанты под предводительством Жанны д’Альбре. В ходе крупных восстановительных работ XVII—XVIII веков хоры были подняты из руин. Проходы позади хоров сохранили романский стиль. Неф имеет сводчатый потолок с полукруглыми арками. На капителях романского стиля можно узнать сцены из книги пророка Даниила, сцены рождения Иисуса и жертвоприношения Авраама. Пол хоров вымощен примечательной мозаикой XII века, на которой представлена сцена охоты. Предметы обстановки собора, картины, статуи и некоторые другие объекты внесены в дополнительный список национального культурного наследия.
Под ступенями, которые вели к главному алтарю (сейчас, епископский трон), погребены Генрих II Наваррский, Екатерина де Фуа, Маргарита Ангулемская, Франциск Феб.
В интерьере церкви Сен-Жюльен сохранились предметы обстановки, классифицированные как исторические памятники.
Святой Жюльен является духовным покровителем города. По легенде он был первым епископом Бенехарнума. Известен также достоверный епископ Бенехарнума святой Галактуар, который принял мученическую смерть от вестготов в Мимизане в 507 году. Однако в настоящее время в ходе престольного праздника, который проходит в конце августа, в Лескаре чествуют только Святого Жюльена.
Лескар расположен на «тулузской дороге», самой южной из четырёх французских паломнических дорог к могиле апостола Иакова.